# الخلیل
الخلیل یا حِبرون (به عربی: الخلیل) (به عبری: חברון) مرکز استان الخلیل و بزرگ‌ترین شهر در کرانه باختری است که در ۳۰ کیلومتری جنوب اورشلیم قرار گرفته است و توسط دولت خودگردان فلسطین اداره می‌شود.

## جغرافیا
ارتفاع آن از سطح دریا ۹۳۰ متر است.
حبرون یکی از چهار شهر مقدس یهود محسوب می‌شود و در کنار شهرهای اورشلیم، صفاد و طبریه، محل سکونت بسیاری از دانشمندان مذهبی یهودی بوده است.
مساحت شهر ۲۲٫۸ کیلومتر مربع است و در طول جغرافیایی ۳۵ درجه و ۵ دقیقه و عرض جغرافیایی ۳۲ درجه و ۳۱ دقیقه واقع است.

## تاریخچه
حبرون در منطقه تاریخی یهودیه قرار دارد. در این شهر آرامگاه مشهوری قرار دارد که مدفن ابراهیم و همسرش ساره، اسحاق و همسرش ربکا (ربقه)، و یعقوب و همسرش لیه (لعیا) است. به همین جهت دومین شهر مقدس یهودیان پس از اورشلیم و شهری مقدس برای پیروان دیگر ادیان توحیدی به حساب می‌آید. این مکان توسط ابراهیم در قریه اربع (حبرون بعدی) از عفرون که از مهاجران آناتولی بود خریداری شد و ابتدا سارا همسرش و در طی دو قرن خاندانش در این مکان دفن شدند. خود ابراهیم در سال ۱۸۱۵ قبل از میلاد در این مکان دفن شد.

## نام

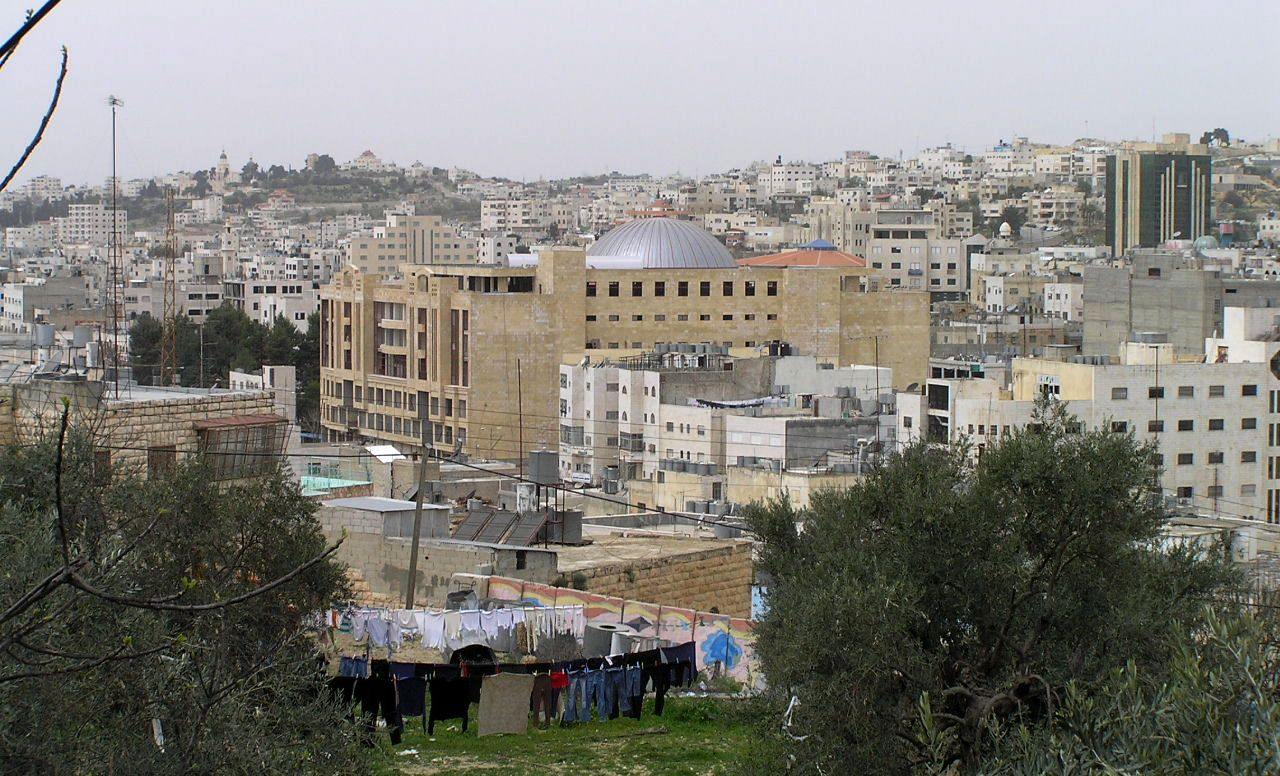
نمای شهر

نام حبرون ریشه در زبان سامی غربی دارد. حبر که در عبری، عربی و اموری در معناهایی چون همراه، متحد و دوست به کار می‌رود و در نام حبرون مفهوم رفاقت را می‌رساند. الخلیل نام شهر در عربی نیز از لقب ابراهیم (خلیل‌الله) گرفته شده که خود به معنای دوست است.

## ثبت در یونسکو
چهل و یکمین نشست کمیته میراث جهانی یونسکو در ژوئیه ۲۰۱۷ در شهر کراکوف لهستان برگزار شد که طی آن شهر الخلیل در سرزمین‌های فلسطین به عنوان میراث جهانی به ثبت رسید. شهر تاریخی یزد، بخش قدیمی شهر احمدآباد هند و بخش‌هایی از شهر استراسبورگ فرانسه از جمله مناطقی است که در این نشست به ثبت رسیدند.

## احیای شهر
شهر تاریخی حبرون در سال ۱۹۹۵ یک بار به‌طور کامل احیا شد. اصول احیای این شهر به شرح ذیل است:
- مرکز فرهنگی بسیار مهم برای مسلمانان، مسیحیان و یهودیان
- معماری سنگی قابل توجه
- تشکیل کمیته باززنده سازی برای نوسازی
- تجدید حیات خانه‌های قدیمی سنگی
- توجه عمده به تاسیسات- آبرسانی- دفع فاضلاب
- سیاست‌های تشویقی
- حفاظت و نوسازی